# Maurizio Jacobacci
Maurizio Jacobacci est un footballeur puis entraîneur italien, né le 11 janvier 1963 à Berne. Durant sa carrière de joueur, il évolue au poste d'attaquant.

## Biographie
Maurizio Jacobacci est né le 11 janvier 1963 à Berne en Suisse de parents italiens mais il ne possède pas la nationalité suisse.
Durant sa carrière de joueur Maurizio Jacobacci remporte la Ligue nationale A en 1987 avec Neuchâtel Xamax.
Il est l’actuel entraîneur du Grenoble Foot 38 après avoir notamment entraîné le FC Sion et FC Lugano.
Le 14 décembre 2021, le Grenoble Foot 38 décide de mettre à pied, à titre conservatoire, son entraîneur Maurizio Jacobacci.

## Palmarès

### En club
- Ligue nationale A :
  - Champion (1) : 1987 (avec Neuchâtel Xamax)

### Entraîneur
- Coupe du Liechtenstein :
  - Vainqueur (1) : 2007 (avec le FC Vaduz)
- Promotion League :
  - Champion (1) : 2013 (avec le FC Schaffhouse)